# Raecius jocquei
Raecius jocquei är en spindelart som beskrevs av Griswold 2002. Raecius jocquei ingår i släktet Raecius och familjen Zorocratidae.
Artens utbredningsområde är Elfenbenskusten. Inga underarter finns listade i Catalogue of Life.